# Eduardo Pérez-Landaluce
Eduardo Pérez-Landaluce (né le 1er mai 1998 à Oviedo dans les Asturies) est un coureur cycliste espagnol.

## Biographie
Eduardo "Edu" Pérez-Landaluce commence le cyclisme en catégorie cadets (moins de 17 ans). Il prend sa première licence au sein de l'équipe Construcciones Paulino (Peña ciclista Manzanillo). 
Lors de sa première année juniors (moins de 19 ans), il court au sein de l'équipe de la Fondation Contador. Il rejoint ensuite la formation MMR Academy en 2016, dirigée par Benjamín Noval et parrainée par Samuel Sánchez. Bon grimpeur, il se distingue en obtenant neuf victoires,, parmi lesquelles deux titres de champion des Asturies et le Challenge Montaña Central de Asturias Junior. 
Il décide de rejoindre l'équipe de la Fundación Euskadi en 2017, tout en suivant des études en sciences économiques et administratives. Au printemps, il remporte les championnats des Asturies du contre-la-montre et de la montagne. Il participe également au Tour des Asturies parmi les professionnels, avec une sélection nationale espagnole. L'année suivante, il signe chez Baqué-Ideus-BH, autre club basque, avec lequel il termine cinquième du Tour de Ségovie. 
En 2019, il fait son retour au sein de la Fondation Contador en rejoignant la réserve de l'équipe continentale Kometa. Sacré champion des Asturies sur route, il se classe également cinquième du Tour de León, ou encore huitième de la course en ligne et du contre-la-montre aux championnats d'Espagne espoirs. Lors de la saison 2020, il se distingue en prenant la troisième place du championnat d'Espagne sur route espoirs, disputé sur un parcours escarpé à Úbeda. Il participe au Tour d'Italie espoirs, où il termine onzième de l'étape reine à Aprica, qui emprunte notamment le col du Mortirolo. Il est également stagiaire au sein de l'équipe première Kometa-Xstra.
Il quitte les rangs espoirs en 2021 mais reste dans la giron de la Fondation Contador. Au mois de juillet, il se classe deuxième du Tour de Zamora, course par étapes du calendrier national, tout en ayant remporté l'étape reine. Non retenu par Eolo-Kometa, il passe finalement professionnel en 2022 au sein de la Manuela Fundación, qui accède à la troisième division. Sa nouvelle équipe connait cependant de graves problèmes financiers dès le mois de mars, avec le non-versement de salaires et un matériel de basse qualité. Il ne dispute que dix-sept courses dans le calendrier UCI. Son meilleur résultat est une vingt-huitième place sur le Tour des Asturies. En fin d'année, la Manuela Fundación est dissoute.

## Palmarès
| - 2016 - Champion des Asturies du contre-la-montre juniors - Champion des Asturies de la montagne juniors - Challenge Montaña Central de Asturias Junior : - Classement général - 1re étape - 2e de la Gipuzkoa Klasika - 2017 - Champion des Asturies du contre-la-montre - Champion des Asturies de la montagne | - 2019 - Champion des Asturies sur route - 2020 - 3e du championnat d'Espagne sur route espoirs - 2021 - 4e étape du Tour de Zamora - 2e du Tour de Zamora |  |

## Classements mondiaux
| Année           | 2019   | 2020 |
| --------------- | ------ | ---- |
| UCI Europe Tour | 1 736e | 855e |